# Fenway Park
Il Fenway Park, soprannominato America's Most Beloved Ballpark e The Cathedral, è uno stadio di baseball situato a Boston nel Commonwealth del Massachusetts, Stati Uniti. Dal 1912 ospita gli incontri casalinghi dei Boston Red Sox, squadra che milita nella Major League Baseball (MLB) ed è lo stadio più antico tuttora in uso di questo campionato.
Costruito nella zona periferica di Back Bay a sud ovest della città, nel quartiere di Fenway–Kenmore precisamente al numero 4 di Yawkey Way (strada nominata in onore di Tom Yawkey ex presidente dei Red Sox dal 1933 al 1976) è uno degli stadi di baseball più rappresentativi e ricchi di storia che con il passare degli anni ha subito lavori di ristrutturazione e ampliamento che hanno creato un ambiente con caratteristiche uniche.
Numerosi grandi giocatori di baseball hanno calcato questo campo tra i quali Cy Young, Babe Ruth, Jimmy Collins, Duffy Lewis, Tris Speaker, Harry Hooper, Joe Cronin, Bobby Doerr, Johnny Pesky, Ted Williams, Jimmie Foxx, Carlton Fisk, Jim Rice e Carl Yastrzemski nonché diversi giocatori che hanno fatto la storia moderna di questo sport.
In passato ha anche ospitato partite di football, hockey e calcio e occasionalmente viene utilizzato per concerti, meeting o eventi di vario genere.

## Storia
Fenway Park è la seconda casa dei Red Sox. Nel 1901, i Boston Americans diventarono una delle squadre fondatrici dell'American League. Gli Americans giocarono nel campo di Huntington Avenue, adesso parte del campus della Northeastern University.
Il proprietario del Boston Globe, il generale Charles Henry Taylor, un veterano della guerra civile, comprò la squadra per suo figlio John I. Taylor nel 1904. Per diversi periodi cambiarono nome passando per Puritans, Pilgrims e Plymouth Roks. Nel 1907, Taylor cambiò definitivamente il nome da Pilgrims a Red Sox. Nel 1910, stanco del contratto di affitto del Huntington Avenue Ground, Taylor annunciò che avrebbe costruito un nuovo stadio per i Red Sox. Il proprietario chiamò il nuovo stadio Fenway Park per la sua locazione nella cosiddetta zona Fenway di Boston.
Il primo gennaio 2010 è stato sede dell'NHL Winter Classic tra i Philadelphia Flyers ed i Boston Bruins, vinta da questi ultimi 2 a 1 all'over time.
Il 21 luglio 2010 è stato sede del Football at Fenway (o Fenway Football challenge), un incontro di calcio amichevole tra gli scozzesi del Celtic e portoghesi dello Sporting Lisbona. La sfida è stata vinta dagli scozzesi per 6-5 ai calci di rigore (1-1 al termine dei tempi regolamentari), che si aggiudicarono così il primo Football at Fenway Trophy.
Il 7 marzo 2012, in concomitanza con il centesimo anniversario della fondazione, è stato aggiunto al National Register of Historic Places.
Il 26 luglio 2012 si svolse la seconda edizione del Football at Fenway, che vede scontrarsi Liverpool e Roma; l'incontro terminò 1-2.
Il 23 luglio 2014 si svolse la terza edizione del Football at Feanway. Anche questa volta la sfida è tra Liverpool e Roma, vinta ancora da questi ultimi, stavolta per 1-0.

## Caratteristiche e segni distintivi

### The Green Monster

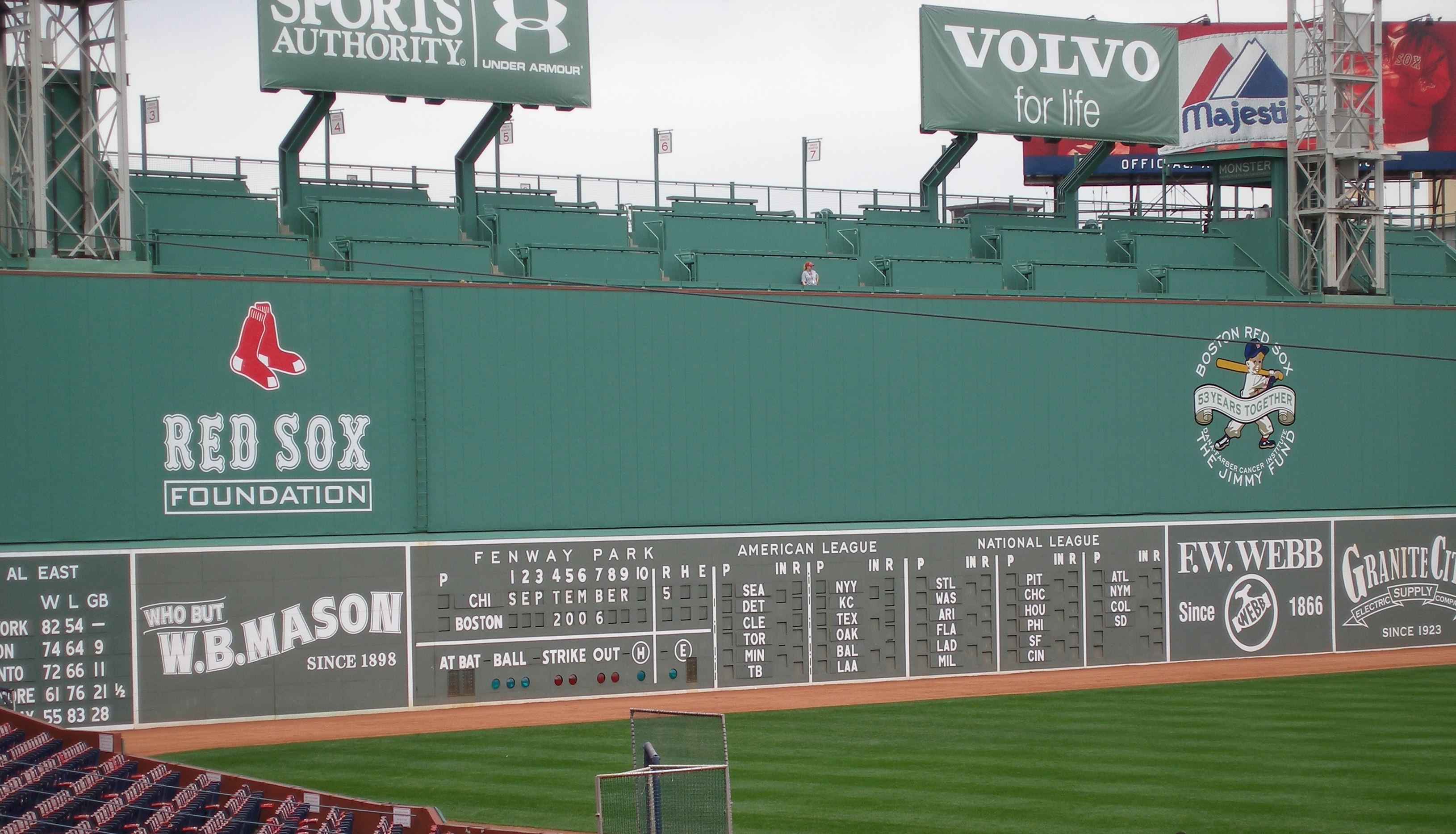
Il Green Moster

The Green Monster ovvero il mostro verde è il soprannome dato al muro sinistro dello stadio. Il muro è alto 11.329 m ed è posizionato a 94 e 96 m dalle basi. Questa piccola distanza spesso aiuta i battitori destrorsi.
Il muro fa parte dello stadio fin dalla sua costruzione nel 1912 ed è fatto di legno. Nel 1934 è stato rivestito di cemento e stagno, a seguito dell'installazione del segnapunti. Nel 1976 il rivestimento in cemento e stagno è stato sostituito con uno in plastica. Malgrado il nome, il Green Monster non è stato verniciato di verde fino al 1947, prima di allora esso era coperto da manifesti pubblicitari.

### The Lone Red Seat
The Lone Red Seat è il nome attribuito al posto 21, fila 37, settore 42 in cui è atterrato il più lungo fuoricampo mai realizzato nello stadio. Il fuoricampo battuto da Ted Williams il 9 giugno 1946 raggiunse i 153 m, ben oltre la tribuna "Williamsburg". Secondo alcuni opinionisti di ESPN, la palla se non fosse stata ostacolata sarebbe potuta arrivare anche a 158–163 m.

## Capienza
- 35 000 (1912–1946)
- 35 500 (1947–1948)
- 35 200 (1949–1952)
- 34 824 (1953–1957)
- 34 819 (1958–1959)
- 33 368 (1960)
- 33 357 (1961–1964)
- 33 524 (1965–1967)
- 33 375 (1968–1970)
- 33 379 (1971–1975)
- 33 437 (1976)
- 33 513 (1977–1978)
- 33 538 (1979–1980)
- 33 536 (1981–1982)
- 33 465 (1983–1984)
- 33 583 (1985–1988)
- 34 182 (1989–1990)
- 34 171 (1991)
- 33 925 (1992)
- 34 218 (1993–1994)
- 33 455 (diurna, 1995–2000); 33 871 (notturna, 1995–2000)
- 33 577 (diurna, 2001–2002); 33 993 (notturna, 2001–2002)
- 34 482 (diurna, 2003) 34 898 (notturna, 2003)
- 34 679 (diurna, 2004–2005); 35 095 (notturna, 2004–2005)
- 35 692 (diurna, 2006); 36 108 (notturna, 2006)
- 36 109 (diurna, 2007); 36 525 (notturna, 2007)
- 36 945 (diurna, 2008); 37 373 (notturna, 2008)
- 36 984 (diurna, 2009); 37 400 (notturna, 2009)
- 36 986 (diurna 2010); 37 402 (notturna, 2010)
- 37 065 (diurna, 2011); 37 493 (notturna, 2011)
- 37 067 (diurna, 2012); 37 495 (notturna, 2012)
- 37 071 (diurna, 2013–oggi); 37 499 (notturna, 2013–oggi)[7]

## Numeri ritirati
Durante questi anni i Boston Red Sox hanno deciso di ritirare i numeri dei giocatori più significativi della propria storia e sono esposti su una parte di tribuna nel lato destro del campo e su un muro all'esterno dello stadio.
| Numero | Giocatore        | Posizione                                                                          | Anni con i Red Sox                                                                 | Data di ritiro del numero                                                          | Note                                                                               |
| ------ | ---------------- | ---------------------------------------------------------------------------------- | ---------------------------------------------------------------------------------- | ---------------------------------------------------------------------------------- | ---------------------------------------------------------------------------------- |
| 1      | Bobby Doerr      | 2B                                                                                 | 1937–44, 46–51                                                                     | 21 maggio 1988                                                                     | US Army, 1945                                                                      |
| 4      | Joe Cronin       | SS                                                                                 | 1935–45                                                                            | 29 maggio 1984                                                                     | Player-Manager                                                                     |
| 6      | Johnny Pesky     | SS, 3B, 2B                                                                         | 1942, 46–52                                                                        | 28 settembre 2008                                                                  | US Navy, 1943–45                                                                   |
| 8      | Carl Yastrzemski | LF, 3B, 3B                                                                         | 1961–83                                                                            | 6 agosto 1989                                                                      |                                                                                    |
| 9      | Ted Williams     | LF                                                                                 | 1939–42, 46–60                                                                     | 29 maggio 1984                                                                     | US Marines, 1943–45, 52–53                                                         |
| 14     | Jim Rice         | LF                                                                                 | 1974–89                                                                            | 28 luglio 2009                                                                     |                                                                                    |
| 27     | Carlton Fisk     | C                                                                                  | 1969, 71–80                                                                        | 4 settembre 2000                                                                   |                                                                                    |
| 34     | David Ortiz      | DH                                                                                 | 2003-2016                                                                          | 23 giugno 2017                                                                     |                                                                                    |
| 42     | Jackie Robinson  | Brooklyn Dodgers 1947-1956, ritirato dalla Major League Baseball il 15 aprile 1997 | Brooklyn Dodgers 1947-1956, ritirato dalla Major League Baseball il 15 aprile 1997 | Brooklyn Dodgers 1947-1956, ritirato dalla Major League Baseball il 15 aprile 1997 | Brooklyn Dodgers 1947-1956, ritirato dalla Major League Baseball il 15 aprile 1997 |